# Olof Lund
Olof Gösta Lund, född 22 oktober 1930 i Sankt Matteus församling i Stockholms stad, död 1 juli 2016 i Kungsholmens distrikt i Stockholm, var en svensk ingenjör och företagsledare.

## Biografi
Lund avlade ingenjörsexamen vid Bergsskolan i Filipstad 1954. Han var driftsingenjör vid AB Kanthal 1954–1958, försäljningsingenjör vid AB Bofors 1958–1960, avdelningschef vid Avesta Jernverks AB 1960–1966 och överingenjör där 1966–1972. Därefter var han produktionsdirektör vid Gränges Nyby AB 1972–1974 samt marknadsdirektör och vice verkställande direktör där 1974–1976. Han var verkställande direktör för Nyby Uddeholm AB 1976–1981 och generaldirektör för Försvarets Fabriksverk (FFV) 1981–1984. Åren 1984–1997 arbetade han vid Svenska Varv AB (namnändrat till Celsius AB 1987): som verkställande direktör och koncernchef 1984–1987, som arbetande styrelseordförande 1987–1990, som styrelseordförande och koncernchef 1990–1995 och som verkställande direktör och koncernchef 1995–1997.
”När han 1984 utsågs till VD i Svenska varv, sedermera Celsius industrier var det med mandat att avveckla de svenska storvarven. Under hans tid lades Uddevallavarvet, den civila delen av Kockums varv och Götaverken Arendal ned. Samtidigt utvecklade han företaget genom förvärv av bland annat FFV, som ombildats till bolag. Han inledde också omvandlingen av varvsområdet på norra älvstranden i Göteborg till en ny stadsdel. […] Företaget börsnoterades 1994 under hans ledning, och han hade då utvecklat en varvskoncern till ett börsnoterat industrikonglomerat med fokus på försvarsmateriel.”
Lund var styrelseordförande i Assi Domän, Hasselfors Bruks AB och Enagor AB samt ledamot av styrelsen för bland andra Pharmacia AB, Sveriges Industriförbund, LKAB, Procordia, SSAB och SJ. Han var styrelseordförande i Scandinavian Institutes for Administrative Research 1993–2002. Han var ordförande i styrelsen för Föreningen för utvecklande av god redovisningssed.
Olof Lund invaldes 1995 som ledamot av Kungliga Krigsvetenskapsakademien.